# Erwin Otto Marx
Erwin Otto Marx (* 15. Februar 1893 in Mautitz bei Riesa; † 11. Januar 1980 in Braunschweig) war ein deutscher Ingenieurwissenschaftler in Braunschweig, der den nach ihm benannten Marx-Generator erfunden hat.
Er hat Forschung und Entwicklung, auf dem Gebiet der elektrischen Energieübertragung auf weite Entfernungen, zwischen 1918 und 1950 betrieben.

## Leben
Marx studierte Elektrotechnik an der TH Dresden, wo er 1921 promoviert wurde. Während seines Studiums wurde er 1912 Mitglied der Sängerschaft Erato Dresden. Nach mehrjähriger Tätigkeit als Ingenieur wurde er 1925 zum Professor für Hochspannungstechnik an der TH Braunschweig ernannt.
Marx trat 1933 der SA bei, am 31. Mai 1937 beantragte er die Aufnahme in die NSDAP und wurde rückwirkend zum 1. Mai desselben Jahres aufgenommen (Mitgliedsnummer 4.235.785). Von 1937 bis 1945 war er Leiter der Fachsparte Elektrotechnik im Reichsforschungsrat. Nach 1945 verlor Marx aufgrund seiner politischen Aktivitäten während des Dritten Reiches seine Professur, wurde aber schließlich 1950 erneut zum ordentlichen Professor in Braunschweig ernannt. 1958–1960 war er Rektor der TH Braunschweig. 1962 emeritierte er. 1963 erhielt er von der Technischen Universität Dresden den Ehrendoktortitel.

## Leistungen
Mit der Drehstromübertragung Lauffen–Frankfurt im Jahr 1891 gelang der Nachweis, dass hochgespannter Drehstrom für den Stromtransport geeignet ist. Die Errichtung von Verbundsystemen bis zum Ersten Weltkrieg führte jedoch zu der Erkenntnis, dass Übertragungen oberhalb einiger 100 km mit Drehstrom nicht ohne weiteres möglich waren. So wurde nach 1918 verstärkt nach Alternativen gesucht. Erwin Marx beschäftigte sich seit Anfang der 1930er Jahre mit Lichtbogenstromrichtern und es schien die Hochspannungs-Gleichstrom-Übertragung die Lösung zu bieten. Als es Marx aber trotz vielfältiger Bemühungen nicht gelang, die technischen Detailprobleme bei den Lichtbogenstromrichtern zu lösen, rückten die großen Industriefirmen von seinem Konzept wieder ab. Trotzdem konnte er sein Forschungsprogramm – dank der Rückendeckung aus dem Reichsluftfahrtministerium – bis Kriegsende fortführen. Die Luftwaffe hatte sich von der Verwendung unterirdischer Gleichstromkabel den Schutz der Stromversorgung vor Bombenangriffen versprochen. Durch eine Fernleitung erhoffte man sich von Seiten der NS-Führung außerdem die Nutzung der gewaltigen norwegischen Wasserkräfte, um die Stromversorgung der Rüstungsproduktion zu gewährleisten. Wenn auch die Elektrotechnik über Marx’ Stromrichter hinwegging, etablierte sich die Gleichstromübertragung für Meeresdurchquerungen.
Im Jahr 1966 erhielt er den VDE-Ehrenring.
Der VDE Bezirksverein Braunschweig verleiht jährlich als Stiftung den Erwin-Marx-Preis an erfolgreiche Absolventen der TU Braunschweig und/oder der FH Braunschweig/Wolfenbüttel.

## Belege
1. ↑  Paul Meißner (Hrsg.): Alt-Herren-Verzeichnis der Deutschen Sängerschaft. Leipzig 1934, S. 35.
2. ↑  Bundesarchiv R 9361-IX KARTEI/27770242
3. ↑  Prof. Dr. Erwin Marx bei GEPRIS Historisch. Deutsche Forschungsgemeinschaft, abgerufen am 10. Juni 2021.
4. ↑  Ehrenpromovenden der TH/TU Dresden. Technische Universität Dresden, abgerufen am 4. Februar 2015.
5. ↑  VDE-Ehrenring. Abgerufen am 31. Januar 2018.

| Personendaten    | Personendaten                    |
| ---------------- | -------------------------------- |
| NAME             | Marx, Erwin Otto                 |
| ALTERNATIVNAMEN  | Marx, Erwin                      |
| KURZBESCHREIBUNG | deutscher Hochspannungstechniker |
| GEBURTSDATUM     | 15. Februar 1893                 |
| GEBURTSORT       | Mautitz                          |
| STERBEDATUM      | 11. Januar 1980                  |
| STERBEORT        | Braunschweig                     |